# Morti nel 1387
| Questa pagina contiene informazioni ricavate automaticamente dalle voci biografiche con l'ausilio del template Bio e di un bot. L'aggiornamento è periodico e automatico e ricostruisce completamente la pagina. Se manca una persona in questa lista, sei pregato di non aggiungerla, ma accertati piuttosto che la sua voce biografica contenga il template Bio e che i dati anagrafici siano correttamente compilati. Se il template Bio manca, inseriscilo tu stesso o, in alternativa, metti l'avviso {{tmp\|Bio}} che ne segnala la mancanza. Se i dati riportati sono sbagliati, correggi direttamente la voce biografica; le modifiche saranno visibili in questa lista entro pochi giorni. Per chiarimenti vedi il progetto biografie. La lista contiene solo le 22 persone che sono citate nell'enciclopedia e per le quali è stato implementato correttamente il template Bio. Pagina aggiornata al 2 mag 2025. |

- 1º gennaio - Carlo II di Navarra, sovrano (n. 1332)
- 5 gennaio - Pietro IV d'Aragona, re (n. 1319)
- 22 gennaio - Çandarlı Kara Halil Hayreddin Pascià, politico ottomano
- 20 febbraio - Dömötör Vaskúti, cardinale e arcivescovo cattolico ungherese
- 6 aprile - Giovanni d'Artois, nobile (n. 1321)
- 5 giugno - Martino da Signa, religioso italiano
- 2 luglio - Pietro di Lussemburgo, cardinale francese (n. 1369)
- 3 luglio - Giovanna di Navarra, principessa (n. 1326)
- 20 luglio - Giovanna di Durazzo, duchessa (n. 1344)
- 3 agosto - Olaf IV di Norvegia, re (n. 1370)
- 4 settembre - Boffo da Massa, nobile e condottiero italiano
- 20 ottobre - Caterina Colombini, monaca cristiana italiana
- 23 dicembre - Walter Wardlaw, cardinale e vescovo cattolico francese
- 31 dicembre - Bianca di Savoia, sovrana italiana (n. 1336)
- Maria di Borbone, principessa (n. 1315)
- Abraham Cresques, cartografo spagnolo
- Elisabetta di Bosnia, regina (n. 1340)
- Federico d'Arborea (n. 1377)
- Giovanni dell'Agnello, mercante italiano
- Heinrich Parler, architetto tedesco
- Sāyaṇa, indiano
- Philippa Roet, nobildonna fiamminga (n. 1346)